# توایس: نور را تصاحب کن
توایس: نور را تصاحب کن (به انگلیسی: Twice: Seize the Light) یک مستند ساخت کشور کره جنوبی با هنرمندی نایون، جونگیون، مومو، سانا، جیهیو، مینا، داهیون، چه‌یونگ و جویی است.این مستند توسط هیجین جِئونگ و جانگ‌هو لی کارگردانی شده‌است. این مستند سختی‌های گروه، از اوایل کارآموزی خود تا موقعی که توانستند بزرگترین تورجهانی خود را برگزار کنند به نمایش می‌گذارد.
توایس: نور را تصاحب کن در تاریخ ۲۹ آوریل ۲۰۲۰ در پلتفرم یوتیوب اوریجینال به صورت جهانی منتشر شد

## بازیگران
- نایون
- جونگیون
- مومو
- سانا
- جیهیو
- مینا
- داهیون
- چه‌یونگ
- جویی
- جی وای پارک

## تولید
در ۱۹ اوت، بیلبورد فاش کرد که یوتیوب و کمپانی جی وای پی اینترتینمنت قرار است یک مستند سریال کوتاه با همکاری یکدیگر بسازند.این اولین مستند سریال توایس است. قبل از منتشر شدن مستند، جیهیو لیدر گروه توایس در انتهای برنامه زنده خود برای این مستند اعلام کرد که قرار است گروه کامبک خود را در تاریخ یک ژوئن که همان More & More است بزنند

## تبلیغات
۱۳ آوریل ۲۰۲۰ تیزر رسمی این مستند در کانال یوتیوب توایس گذاشته شد و در شبکه‌های اجتماعی گروه تاریخ پخش زنده برنامه گذاشته شد.

## نظرات
این مستند توسط یه-ریم وون نقد و بررسی شد و گفت که او از مستند لذت برده ولی امیدوار بود که بیشتر از این می‌توانستند وارد نقاط عمیق ماجرا شوند.نَدی استابان از کمپانی Cosmopolitan نیز دربارهٔ این سریال نظر داد و گفت که «این بهترین فرصت برای طرفداران توایس است تا بتوانند بیشتر دربارهٔ توایس بدانند و بتوانند از این راه به آن‌ها نزدیک‌تر شوند.»